# Indrit Fortuzi
Indrit Shaban Fortuzi (Tirana, 23 novembre 1973) è un ex calciatore albanese, di ruolo centrocampista.

## Carriera

### Nazionale
Ha esordito con la maglia della nazionale albanese nel 1992, con la quale vi ha giocato fino al 2002, collezionando 25 presenze e segnando anche un gol.

## Statistiche

### Presenze e reti nei club
Statistiche aggiornate al 14 ottobre 2007.
| Stagione               | Squadra                | Campionato             | Campionato | Campionato | Coppa nazionale | Coppa nazionale | Coppa nazionale | Coppe europee | Coppe europee | Coppe europee | Altre coppe | Altre coppe | Altre coppe | Totale | Totale |
| Stagione               | Squadra                | Comp                   | Pres       | Reti       | Comp            | Pres            | Reti            | Comp          | Pres          | Reti          | Comp        | Pres        | Reti        | Pres   | Reti   |
| ---------------------- | ---------------------- | ---------------------- | ---------- | ---------- | --------------- | --------------- | --------------- | ------------- | ------------- | ------------- | ----------- | ----------- | ----------- | ------ | ------ |
| 1990-1991              | Dinamo Tirana          | KP                     | 4          | 0          | CA              | 0               | 0               | -             | -             | -             | -           | -           | -           | 4      | 0      |
| 1991-1992              | Dinamo Tirana          | KP                     | 30         | 7          | CA              | 0               | 0               | -             | -             | -             | -           | -           | -           | 30     | 7      |
| 1992-1993              | Dinamo Tirana          | KP                     | 26         | 6          | CA              | 0               | 0               | -             | -             | -             | -           | -           | -           | 26     | 6      |
| Totale Dinamo Tirana   | Totale Dinamo Tirana   | Totale Dinamo Tirana   | 60         | 13         |                 | 0               | 0               |               | -             | -             |             | -           | -           | 60     | 13     |
| 1993-1994              | Tirana                 | KP                     | 24         | 11         | CA              | 0               | 0               | -             | -             | -             | -           | -           | -           | 24     | 11     |
| 1994-1995              | Tirana                 | KP                     | 27         | 18         | CA              | 0               | 0               | CdC           | 4             | 3             | -           | -           | -           | 31     | 21     |
| 1995-1996              | Tirana                 | KP                     | 6          | 4          | CA              | 0               | 0               | -             | -             | -             | -           | -           | -           | 6      | 4      |
| 1996-1997              | Tirana                 | KP                     | 15         | 8          | CA              | 0               | 0               | CU            | 2             | 1             | -           | -           | -           | 17     | 9      |
| 1997-gen. 1998         | Tirana                 | KP                     | 12         | 15         | CA              | 0               | 0               | -             | -             | -             | -           | -           | -           | 12     | 15     |
| gen.-giu. 1998         | Apollōn Smyrnīs        | AE                     | 15         | 1          | CG              | 0               | 0               | -             | -             | -             | -           | -           | -           | 15     | 1      |
| 1998-1999              | Apollōn Smyrnīs        | AE                     | 12         | 0          | CG              | 0               | 0               | -             | -             | -             | -           | -           | -           | 12     | 0      |
| 1999-2000              | Apollōn Smyrnīs        | AE                     | 29         | 1          | CG              | 4               | 0               | -             | -             | -             | -           | -           | -           | 33     | 1      |
| Totale Apollōn Smyrnīs | Totale Apollōn Smyrnīs | Totale Apollōn Smyrnīs | 56         | 2          |                 | 4               | 0               |               | -             | -             |             | -           | -           | 60     | 2      |
| 2000-2001              | Tirana                 | KS                     | 25         | 20         | CA              | 0               | 0               | UCL           | 2             | 2             | SA          | 1           | 1           | 28     | 23     |
| 2001-2002              | Tirana                 | KS                     | 24         | 24         | CA              | 0               | 0               | CU            | 2             | 3             | SA          | 1           | 0           | 27     | 27     |
| 2002-2003              | Tirana                 | KS                     | 9          | 5          | CA              | 1               | 0               | CU            | 2             | 0             | SA          | 0           | 0           | 12     | 5      |
| 2003-2004              | Tirana                 | KS                     | 31         | 20         | CA              | 0               | 0               | UCL           | 4             | 1             | SA          | 1           | 0           | 36     | 21     |
| 2004-gen. 2005         | Tirana                 | KS                     | 14         | 12         | CA              | 0               | 0               | UCL           | 4             | 1             | SA          | 1           | 0           | 19     | 13     |
| gen.-giu. 2005         | Īraklīs                | AE                     | 14         | 6          | CG              | 0               | 0               | -             | -             | -             | -           | -           | -           | 14     | 6      |
| 2005-2006              | Īraklīs                | AE                     | 4          | 0          | CG              | 0               | 0               | -             | -             | -             | -           | -           | -           | 4      | 0      |
| 2006-2007              | Īraklīs                | SL                     | 9          | 1          | CG              | 2               | 0               | -             | -             | -             | -           | -           | -           | 11     | 1      |
| Totale Īraklīs         | Totale Īraklīs         | Totale Īraklīs         | 27         | 7          |                 | 2               | 0               |               | -             | -             |             | -           | -           | 29     | 7      |
| 2007-2008              | Tirana                 | KS                     | 28         | 7          | CA              | 1               | 0               | UCL           | 2             | 0             | SA          | 1           | 0           | 32     | 7      |
| Totale Tirana          | Totale Tirana          | Totale Tirana          | 215        | 144        |                 | 2               | 0               |               | 22            | 11            |             | 5           | 1           | 244    | 156    |
| Totale carriera        | Totale carriera        | Totale carriera        | 358        | 166        |                 | 8               | 0               |               | 22            | 11            |             | 5           | 1           | 393    | 178    |

## Palmarès

### Club

#### Competizioni nazionali
- Campionato albanese: 6

Tirana: 1994-1995, 1995-1996, 1996-1997, 2002-2003, 2003-2004, 2004-2005
- Coppa d'Albania: 4

Tirana: 1993-1994, 1995-1996, 2000-2001, 2001-2002
- Supercoppa d'Albania: 5

Tirana: 1994, 2000, 2002, 2003, 2007

### Individuale
- Capocannoniere del campionato albanese: 2

2000-2001 (31 reti), 2001-2002 (24 reti)